# Marie-Guillemine Benoist
Marie-Guillemine de Laville-Leroux, více známá jako Marie-Guillemine Benoist (18. prosince 1768 Paříž – 8. října 1826 tamtéž) byla francouzská malířka období klasicismu.

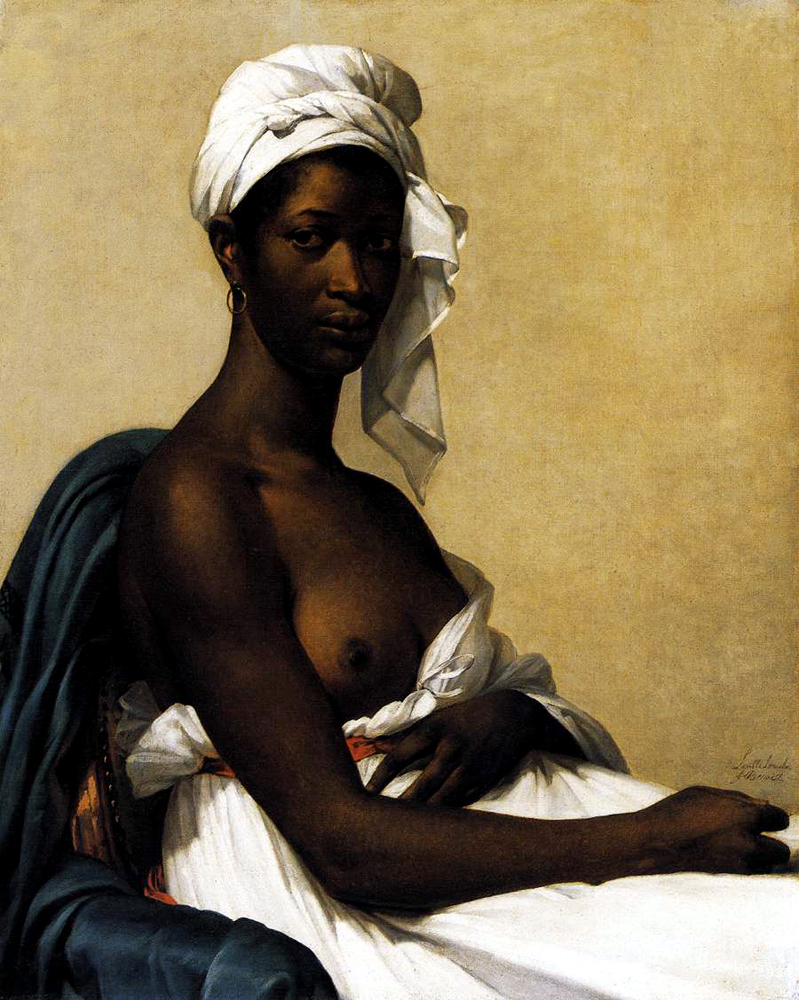
Portrét Madeleine z r.1800

Marie-Guillemine Benoist patřila mezi aristokracii a k malému elitnímu kroužku profesionálních malířek, který tvořily: Anne Vallayer-Coster, Élisabeth Vigée-Lebrun, Marguerite Gérard, Angelika Kauffmann, Marie-Gabrielle Capet a Adélaïde Labille-Guiard.

## Život
Marie-Guillemine de Laville-Leroux se narodila jako dcera pařížského úředníka. Rodiče brzy rozpoznali její talent a roku 1781 se začala školit u známé malířky Élisabeth Vigée-Lebrun. Spolu se svou mladší sestrou Marií-Élisabethou Laville-Leroux (1770–1842) pracovala v ateliéru Davida.
Roku 1793 se provdala za francouzského aristokrata a právníka Vincenta Pierre-Benoist, hraběte z Benoist (1758–1834). Během Francouzské revoluce žili manželé na ostrově Guadeloupe. Po obnovení monarchie se Benoist stal státním radou.

## Dílo (výběr)
Její nejznámější dílo Portrait d'une négresse (Portrét černošky) vystavila Marie Benoist roku 1800 v Salonu. Šest let předtím bylo zrušeno otroctví, a tento obraz se stal symbolem ženské emancipace a lidských práv. Roku 1818 získal obraz Ludvík XVIII. – dnes visí v Musée du Louvre.
- 1791 – Nevinnost mezi ctností a neřestí, L'Innocence entre la vertu et le vice
- 1800 – Portrét černošky, Portrait d’une négresse
- 1804 – Napoleon, Portrait de Napoléon
- 1805 – Maršál Brune, Portrait du Maréchal Brune
- 1805 – Marie-Elisa, velkovévodkyně toskánská, Portrait de Marie-Élise, grande duchesse de Toscane
- 1807 – Paulie Borghese, Portrait de Pauline Borghèse
- 1810 – Císařovna Marie-Louisa, Portrait de l’impératrice Marie-Louise
- 1810 – Četba Bible, La lecture de la Bible